# 1013 Tombecka
1013 Tombecka је астероид главног астероидног појаса. Приближан пречник астероида је 31,93 km,
а средња удаљеност астероида од Сунца износи 2,684 астрономских јединица (АЈ).
Инклинација (нагиб) орбите у односу на раван еклиптике је 11,879 степени, а орбитални период износи 1606,343 дана (4,397 године). Ексцентрицитет орбите астероида износи 0,210.
Апсолутна магнитуда астероида износи 10,12 а геометријски албедо 0,155.
Астероид је откривен 17. јануара 1924. године.